# S/2006 S 1
S/2006 S 1 es un satélite natural de Saturno. Su descubrimiento fue anunciado por Scott S. Sheppard, David C. Jewitt, Jan Kleyna, y Brian G. Marsden el 26 de junio de 2006, a partir de observaciones tomadas entre el 4 de enero y el 30 de abril de 2006.
S/2006 S 1 tiene alrededor de 6 kilómetros de diámetro y orbita Saturno a una distancia media de 18.930.200 kilómetros en 972,407 días, con una inclinación orbital de 154,2° con respecto a la eclíptica (175,4º con respecto al ecuador de Saturno), en sentido retrógrado y con una excentricidad orbital de 0,1303.